# Разлацкий, Алексей Борисович
Алексей Борисович Разлацкий (31 марта 1935, Самара — 6 ноября 1989) — советский диссидент, придерживавшийся марксистских убеждений.
Окончил Куйбышевский политехнический институт (1958), инженер-нефтяник. Работал заместителем начальника КИВЦ объединения «Куйбышевнефть». 
В 1976 г. стал одним из основателей и идеологическим лидером марксистского кружка в Куйбышеве. Основатель Партии Диктатуры Пролетариата. Написал программные работы «Второй Коммунистический манифест», «Чего не желает знать наша интеллигенция» и др.
В декабре 1981 г. был арестован и вскоре приговорен к 7 годам лишения свободы и 5 годам ссылки по ст. 70 УК РСФСР. В период заключения участвовал в голодовке на 36 штрафной зоне с особым режимом в 1986 г. Досрочно освобождён в феврале 1987 года.